# Кубок Шотландии по футболу 2012/2013
Кубок Шотландии по футболу 2012/2013 годов — 128-й розыгрыш национального Кубка Шотландии. Турнир стартовал 4 августа 2012 года и закончился 26 мая 2013. Победитель турнира получил путёвку в третий квалификационный раунд Лиги Европы УЕФА 2012/2013.
Соревнование спонсируется букмекерской компанией «William Hill», сам турнир носит название «William Hill Scottish Cup».

## Формат и календарь
В связи с увеличением числа команд-участниц в розыгрыш было решено ввести Предварительный раунд для четырёх клубов. С Первого раунда начинают свой турнирный путь 30 коллективов Лиги Хайленд и четыре коллектива, подконтрольных Шотландской юношеской ассоциации, которые пробились в основную стадию соревнований из квалификационного турнира среди членов вышеназванной организации. Клубы Третьего дивизиона стартуют со Второго раунда. Команды, играющие во Второй лиге Шотландии, и часть представителей Первого дивизиона вступают в борьбу с Третьего раунда. Оставшиеся клубы Первой лиги, а также все коллективы из Премьер-лиги стартуют с Четвёртого раунда. По сравнению с предыдущими розыгрышами поединки 1/32 финала были сдвинуты с января на декабрь, что позволило сделать в начале 2013 года перерыв в высшем дивизионе страны.
Переигровки игр с Первого по Третий раунд проводятся на следующей неделе после первоначальной встречи, с Четвёртого по четвертьфинальный этап — через две недели после первого поединка, в полуфинальной и финальной стадии переигровки не проводятся — в случае ничьи в основное время играются дополнительные два тайма по 15 минут. Если же и после овертайма победитель не выявлен — пробивается послематчевая серия пенальти.
Впервые в истории Кубка Шотландии решающий матч розыгрыша пройдёт не в субботу, а в воскресенье. Данное изменение связано с запретом УЕФА трансляций других встреч во время проведения финала Лиги чемпионов. В предыдущем сезоне данные матчи также совпадали в календаре, но тогда представители Союза европейских футбольных ассоциаций официально разрешили ШФА играть встречи в одно время. Из-за плотного календаря в шотландских футбольных турнирах финал не смогли перенести на неделю ранее от запланированной даты. В итоге было решено провести решающую встречу днём позже, 26 мая.
| Раунд                 | Дата первого матча | Матчи        | Матчи       | Клубы   |
| Раунд                 | Дата первого матча | Первые матчи | Переигровки | Клубы   |
| --------------------- | ------------------ | ------------ | ----------- | ------- |
| Предварительный раунд | 4 августа 2012     | 2            | 0           | 84 → 82 |
| Первый раунд          | 25 августа 2012    | 18           | 3           | 82 → 64 |
| Второй раунд          | 29 сентября 2012   | 16           | 3           | 64 → 48 |
| Третий раунд          | 3 ноября 2012      | 16           | 7           | 48 → 32 |
| Четвёртый раунд       | 1 декабря 2012     | 16           | 4           | 32 → 16 |
| Пятый раунд           | 2 февраля 2013     | 8            | 0           | 16 → 8  |
| Четвертьфиналы        | 2 марта 2013       | 4            | 0           | 8 → 4   |
| Полуфиналы            | 13 апреля 2013     | 2            | —           | 4 → 2   |
| Финал                 | 26 мая 2013        | 1            | —           | 2 → 1   |

## Результаты

### Предварительный раунд
Жеребьёвка предварительного раунда состоялась 3 июля 2012 года на стадионе «Хэмпден Парк» в городе Глазго.
В процедуре приняли участие 38 клубов, не имеющих членство в Футбольной лиге Шотландии:
- 15 команд, представляющих лигу Хайленд: («Баки Тисл», «Брора Рейнджерс», «Деверонвейл», «Инверари Локо Уоркс», «Кит», «Клачнакуддин», «Лоссимут», «Нэрн Каунти», «Ротс», «Таррифф Юнайтед», «Уик Академи», «Форматин Юнайтед», «Форт Уильям», «Фрейзерборо», «Хантли»)
- 12 клубов, представляющих Футбольную лигу Восточной Шотландии: («Бентайленд Шип Ярд», «Вейл оф Литин», «Гала Фейридин», «Колдстрим», «Престон Атлетик», «Селкерк», «Сивил Сервис Строллерс», «Спартанс», «Уайтхилл Уэлфейр», «Хоик Ройал Альберт», «Эдинбург Сити», «Эдинбургский университет»)
- Четыре коллектива, представляющих Футбольную лигу Южной Шотландии: («Ньютон Стюарт», «Сент-Катберт Уондерерс», «Трив Роверс», «Уигтаун энд Бледноч»)
- Три команды, представляющие другие низшие лиги страны: («Гирван», «Голспи Сатерленд», «Университет Глазго»)
- Четыре клуба, пробившиеся в основной розыгрыш по результатам квалификационного турнира среди членов Шотландской юношеской ассоциации: («Бонниригг Роуз Атлетик», «Ирвин Мидоу», «Хермз», «Шоттс Бон Аккорд»)

По результатам жеребьёвки 34 команды получили автоматический пропуск в Первый раунд, ещё четыре должны были в матчах между собой разыграть дополнительные две путёвки.
| Форт Уильям | 1:3      | Престон Атлетик                |
| ----------- | -------- | ------------------------------ |
| Форбс 25′   | Протокол | Мартин 19′, 41′ · Моррисон 86′ |

| Кит | 0:1      | Сент-Катберт Уондерерс |
| --- | -------- | ---------------------- |
|     | Протокол | Рудд 60′               |

Источник: ESPN, Scottish FA

### Первый раунд
Жеребьёвка Первого раунда турнира была проведена 23 июля 2012 года в Эдинбургском замке. На пары были разбиты 36 команд — два клуба, победившие в поединках Предварительного раунда, и 34 коллектива, прошедшие квалификационную стадию без игр.
| Трив Роверс | 0:1      | Вейл оф Литин |
| ----------- | -------- | ------------- |
|             | Протокол | Нун 49′       |

| Хантли          | 2:2      | Уигтаун энд Бледноч          |
| --------------- | -------- | ---------------------------- |
| Сомерс 59′, 74′ | Протокол | Джеймисон 15′ · Макхарри 33′ |

| Шоттс Бон Аккорд  | 1:1      | Эдинбург Сити |
| ----------------- | -------- | ------------- |
| Рурейд 34′ (авт.) | Протокол | Девлин 80′    |

| Ирвин Мидоу                      | 4:0      | Гала Фейридин |
| -------------------------------- | -------- | ------------- |
| Брайтон 27′, 61′, 85′ · Барр 42′ | Протокол |               |

| Эдинбургский университет | 1:2      | Сент-Катберт Уондерерс   |
| ------------------------ | -------- | ------------------------ |
| Томсон 55′ (авт.)        | Протокол | Миллер 9′ · Коркоран 36′ |

| Форматин Юнайтед                | 3:2      | Брора Рейнджерс           |
| ------------------------------- | -------- | ------------------------- |
| Мунро 6′, 13′ · Парк 21′ (пен.) | Протокол | Маккей 64′ · Кэмпбелл 70′ |

| Сивил Сервис Строллерс                | 4:0      | Ньютон Стюарт |
| ------------------------------------- | -------- | ------------- |
| Эйрд 32′ · Пимс 50′ · О’Нилл 58′, 85′ | Протокол |               |

| Спартанс | 0:2      | Уик Академи               |
| -------- | -------- | ------------------------- |
|          | Протокол | Стивен 45′ · Герузель 45′ |

| Университет Глазго | 0:2      | Селкерк                |
| ------------------ | -------- | ---------------------- |
|                    | Протокол | Баттл 3′ · Баттерс 46′ |

| Клачнакуддин         | 2:1      | Лоссимут      |
| -------------------- | -------- | ------------- |
| Грэм 46′ · Лоури 81′ | Протокол | Арчибальд 88′ |

| Фрейзерборо                                       | 4:0      | Колдстрим |
| ------------------------------------------------- | -------- | --------- |
| Кристи 24′ · Коуи 37′ · Барбур 38′ · Джонстон 77′ | Протокол |           |

| Уайтхилл Уэлфейр           | 2:4      | Инверари Локо Уоркс                                       |
| -------------------------- | -------- | --------------------------------------------------------- |
| Мэнсон 60′ · Сомервилл 63′ | Протокол | Багшоу 29′ · Бродхерст 44′ (пен.) · Парк 52′ · Маккей 74′ |

| Баки Тисл | 0:0      | Ротс |
| --------- | -------- | ---- |
|           | Протокол |      |

| Хермз      | 1:4      | Деверонвейл                                    |
| ---------- | -------- | ---------------------------------------------- |
| Уилсон 38′ | Протокол | Фрейзер 3′ (пен.), 25′ · Уотт 14′ · Данкан 68′ |

| Престон Атлетик | 0:2      | Нэрн Каунти    |
| --------------- | -------- | -------------- |
|                 | Протокол | Гетинс 3′, 48′ |

| Таррифф Юнайтед                                             | 6:1      | Бентайленд Шип Ярд |
| ----------------------------------------------------------- | -------- | ------------------ |
| Андерсон 6′ · Кэмпбелл 7′, 12′ · Харрис 37′, 50′ · Голд 82′ | Протокол | Хатт 39′           |

| Бонниригг Роуз Атлетик | 2:1      | Гирван             |
| ---------------------- | -------- | ------------------ |
| Шилдс 6′ · Рентон 28′  | Протокол | Митчелл 53′ (пен.) |

| Хоик Ройал Альберт | 1:4      | Голспи Сатерленд                                 |
| ------------------ | -------- | ------------------------------------------------ |
| Кэннон 89′         | Протокол | Сатерленд 16′ (пен.) · Джонс 60′, 88′ · Керр 83′ |

Источник: Soccerway, Scottish FA

#### Переигровки
| Уигтаун энд Бледноч | 0:2      | Хантли                       |
| ------------------- | -------- | ---------------------------- |
|                     | Протокол | Соммерс 7′ · Клечковский 57′ |

| Эдинбург Сити                                | 4:1      | Шоттс Бон Аккорд      |
| -------------------------------------------- | -------- | --------------------- |
| Гатри 11′ · Скотт 53′ · Гейр 78′ · Хоуэт 83′ | Протокол | Джаконелли 90′ (пен.) |

| Ротс | 0:4      | Баки Тисл                                                            |
| ---- | -------- | -------------------------------------------------------------------- |
|      | Протокол | Дэвидсон 29′ · Сатерленд 31′, 32′ (пен.), 63′ · Гейр 78′ · Хоуэт 83′ |

Источник: Soccerway, ESPN

### Второй раунд
Жеребьёвка Второго раунда розыгрыша национального Кубка состоялась 27 августа 2012 года. В борьбу включились клубы Третьего дивизиона страны наряду с победителями турниров Восточной и Южной лиг Шотландии, победителями и командами, занявшими вторые места в лиге Хайленда.
| Коув Рейнджерс                                                                             | 7:0      | Голспи Сатерленд |
| ------------------------------------------------------------------------------------------ | -------- | ---------------- |
| Скалли 2′ · Редфорд 27′ · Сингер 31′ · Джонс 63′ (авт.) · Юл 69′ · Лейден 74′ · Уотсон 90′ | Протокол |                  |

| Фрейзерборо  | 1:2      | Ист Стерлингшир           |
| ------------ | -------- | ------------------------- |
| Джонстон 60′ | Протокол | Гринхилл 13′ · Тернер 26′ |

| Форрес Микеникс | 0:1      | Рейнджерс   |
| --------------- | -------- | ----------- |
|                 | Протокол | Нейсмит 16′ |

| Клачнакуддин                                    | 4:2      | Форматин Юнайтед        |
| ----------------------------------------------- | -------- | ----------------------- |
| Джеффри 21′ (авт.) · Грэм 38′ · Поллок 55′, 57′ | Протокол | Парк 32′ · Дингуолл 61′ |

| Сивил Сервис Строллерс | 1:2      | Таррифф Юнайтед          |
| ---------------------- | -------- | ------------------------ |
| Андерсон 65′ (авт.)    | Протокол | Боуден 3′ · Маккензи 25′ |

| Монтроз   | 1:3      | Эдинбург Сити             |
| --------- | -------- | ------------------------- |
| Лунан 45′ | Протокол | Росс 11′, 73′ · Фаско 79′ |

| Баки Тисл | 0:0      | Эннан Атлетик |
| --------- | -------- | ------------- |
|           | Протокол |               |

| Бервик Рейнджерс | 1:0      | Уик Академи |
| ---------------- | -------- | ----------- |
| Карри 84′ (пен.) | Протокол |             |

| Селкерк      | 1:1      | Вейл оф Литин |
| ------------ | -------- | ------------- |
| Притчард 25′ | Протокол | Спрул 79′     |

| Инверари Локо Уоркс                            | 4:3      | Хантли                             |
| ---------------------------------------------- | -------- | ---------------------------------- |
| Стасяк 25′ (авт.) · Голд 68′, 70′ · Маккей 80′ | Протокол | Гаилд 32′ · Бут 35′ · Дэвидсон 54′ |

| Деверонвейл                           | 3:2      | Питерхед             |
| ------------------------------------- | -------- | -------------------- |
| Блэкхолл 7′ · Роджер 9′ · Фрейзер 37′ | Протокол | Смит 81′ · Дизли 84′ |

| Элгин Сити                         | 3:1      | Сент-Катберт Уондерерс |
| ---------------------------------- | -------- | ---------------------- |
| Кэмерон 26′ · Лесли 35′ · Ганн 40′ | Протокол | Миллер 64′ (пен.)      |

| Долбитти Старз | 0:5      | Стерлинг Альбион                                      |
| -------------- | -------- | ----------------------------------------------------- |
|                | Протокол | Уэйр 26′ (пен.), 30′ · Уайт 53′, 71′ · Макдональд 88′ |

| Куинз Парк                              | 3:0      | Ирвин Мидоу |
| --------------------------------------- | -------- | ----------- |
| Лонгворт 63′ · Шенкланд 65′ · Куинн 68′ | Протокол |             |

| Университет Стерлинга | 0:1      | Бонниригг Роуз Атлетик |
| --------------------- | -------- | ---------------------- |
|                       | Протокол | Рентон 80′             |

| Клайд                                    | 3:3      | Нэрн Каунти                |
| ---------------------------------------- | -------- | -------------------------- |
| Уотт 25′ · Гилфиллан 49′ · Маккласки 86′ | Протокол | Гетинс 18′, 50′ · Мейн 32′ |

Источник: Soccerway, Scottish FA

#### Переигровки
| Вейл оф Литин                                     | 5:1      | Селкерк  |
| ------------------------------------------------- | -------- | -------- |
| Спрул 12′ · Нун 50′ · Моффат 56′, 83′ · Доддс 81′ | Протокол | Уотт 84′ |

| Эннан Атлетик | 1:2      | Баки Тисл          |
| ------------- | -------- | ------------------ |
| Чаплейн 48′   | Протокол | Сатерленд 59′, 77′ |

| Нэрн Каунти                         | 3:2      | Клайд                           |
| ----------------------------------- | -------- | ------------------------------- |
| Гетинс 22′ · Кэмерон 79′ · Нилл 89′ | Протокол | Маккласки 6′ · Суини 41′ (пен.) |

Источник: Soccerway, Scottish FA

### Третий раунд
Жеребьёвка Третьего раунда состоялась 1 октября 2012 года на ипподроме города Гамильтон. Судьбу команд решали президент Шотландской футбольной ассоциации Кэмпбелл Огилви, бывший форвард национальной сборной страны Дерек Джонстон и директор по маркетингу титульного спонсора турнира, компании «William Hill», Кристоф Фейхи. В борьбу с этого этапа вступили клубы Второго дивизиона и коллективы, представляющие Первую лигу, которые в предыдущем сезоне заняли места с шестое по десятое — «Партик Тисл», «Рэйт Роверс», «Гринок Мортон», «Эйр Юнайтед» и «Куин оф зе Саут».
| Кауденбит                                                                        | 8:1      | Вейл оф Литин |
| -------------------------------------------------------------------------------- | -------- | ------------- |
| Стюарт 25′, 31′, 41′ · Култ 47′, 51′ · Маккензи 49′ · Рамсей 64′ · Стивенсон 78′ | Протокол | Моффат 2′     |

| Баки Тисл | 0:1      | Таррифф Юнайтед |
| --------- | -------- | --------------- |
|           | Протокол | Харрис 14′      |

| Дамбартон                                       | 4:1      | Ист Стерлингшир |
| ----------------------------------------------- | -------- | --------------- |
| Грэм 13′ · Листер 45′ · Пранти 76′ · Литгоу 89′ | Протокол | Гринхилл 44′    |

| Эйрдри Юнайтед                  | 2:2      | Рэйт Роверс             |
| ------------------------------- | -------- | ----------------------- |
| Гриффин 28′ · Томсон 78′ (авт.) | Протокол | Менсинг 13′ · Спенс 90′ |

| Странраер    | 1:1      | Куинз Парк   |
| ------------ | -------- | ------------ |
| Малкольм 72′ | Протокол | Андерсон 52′ |

| Партик Тисл           | 2:1      | Коув Рейнджерс |
| --------------------- | -------- | -------------- |
| Форбс 13′ · Крейг 27′ | Протокол | Майлн 86′      |

| Форфар Атлетик                         | 3:3      | Нэрн Каунти                                  |
| -------------------------------------- | -------- | -------------------------------------------- |
| Темплман 11′ · Суонки 26′ · Таллок 39′ | Протокол | Макдональд 57′ · Нейсмит 72′ · Макмиллан 90′ |

| Альбион Роверс | 1:1      | Гринок Мортон |
| -------------- | -------- | ------------- |
| Стивенсон 45′  | Протокол | Уитерсон 58′  |

| Эдинбург Сити | 0:2      | Куин оф зе Саут        |
| ------------- | -------- | ---------------------- |
|               | Протокол | Кларк 42′ · Рейлли 65′ |

| Стерлинг Альбион | 0:1      | Деверонвейл |
| ---------------- | -------- | ----------- |
|                  | Протокол | Коуи 57′    |

| Инверари Локо Уоркс        | 3:3      | Арброт                                    |
| -------------------------- | -------- | ----------------------------------------- |
| Бейн 67′ · Гулд 86′, 90+1′ | Протокол | Дорис 5′ (пен.) · Карри 23′ · Гриббен 58′ |

| Эйр Юнайтед            | 2:1      | Клачнакуддин |
| ---------------------- | -------- | ------------ |
| Моффат 50′, 60′ (пен.) | Протокол | Грэм 14′     |

| Стенхаусмюир | 1:1      | Бервик Рейнджерс |
| ------------ | -------- | ---------------- |
| Кин 78′      | Протокол | Карри 32′        |

| Брихин Сити                   | 2:2      | Бонниригг Роуз Атлетик |
| ----------------------------- | -------- | ---------------------- |
| Джексон 61′ · Данн 78′ (авт.) | Протокол | Грэди 21′ · Рентон 58′ |

| Рейнджерс                                                          | 7:0      | Аллоа Атлетик |
| ------------------------------------------------------------------ | -------- | ------------- |
| Шилс 2′, 21′ · Маккаллох 33′, 72′ · Кроуфорд 73′ · Маккей 82′, 89′ | Протокол |               |

| Элгин Сити                                                         | 5:1      | Ист Файф |
| ------------------------------------------------------------------ | -------- | -------- |
| Лесли 27′ · Ганн 32′ · Мур 55′ (пен.) · Николсон 67′ · Харкинс 73′ | Протокол | Мюир 78′ |

Источник: Soccerway, Scottish FA

#### Переигровки
| Бонниригг Роуз Атлетик | 0:6      | Брихин Сити                                               |
| ---------------------- | -------- | --------------------------------------------------------- |
|                        | Протокол | Бирн 11′, 53′ · Браун 16′ · Трутен 19′, 33′ · Каркэри 71′ |

| Куинз Парк | 0:4      | Странраер                         |
| ---------- | -------- | --------------------------------- |
|            | Протокол | Уинтер 16′, 63′, 77′ · Эйткен 70′ |

| Нэрн Каунти                  | 2:3      | Форфар Атлетик                    |
| ---------------------------- | -------- | --------------------------------- |
| Гетинс 79′ · Д. Кэмпбелл 88′ | Протокол | Р. Кэмпбелл 41′, 58′ · Суонки 54′ |

| Арброт                           | 3:1      | Инверари Локо Уоркс |
| -------------------------------- | -------- | ------------------- |
| Керр 36′ · Холмс 38′ · Дорис 47′ | Протокол | Голд 90′            |

| Гринок Мортон               | 3:0      | Альбион Роверс |
| --------------------------- | -------- | -------------- |
| Харди 51′ · Тидсер 53′, 73′ | Протокол |                |

| Рэйт Роверс                                           | 4:3 (д.в.) | Эйрдри Юнайтед                                 |
| ----------------------------------------------------- | ---------- | ---------------------------------------------- |
| Спенс 5′ · Уокер 21′ (пен.) · Андерсон 55′ · Хилл 99′ | Протокол   | Уотт 3′ · Ди Джакомо 45+4′ (пен.) · Бьюкен 86′ |

| Бервик Рейнджерс               | 2:5      | Стенхаусмюир                               |
| ------------------------------ | -------- | ------------------------------------------ |
| Карри 11′ (пен.) · Лейвери 66′ | Протокол | Смит 39′, 86′ · Геммелл 48′ · Кин 52′, 56′ |

Источник: Soccerway

### Четвёртый раунд
Жеребьёвка Четвёртого раунда прошла 5 ноября 2012 года на стадионе «Хэмпден Парк» в Глазго. С этого раунда в борьбу вступают все 12 клубов Премьер-лиги и четыре оставшихся команды Первого дивизиона — «Данфермлин Атлетик», «Фалкирк», «Гамильтон Академикал» и «Ливингстон». Жеребьёвку провели коммерческий директор Шотландской футбольной ассоциации Кенни Маклауд, директор по связям с инвесторами главного спонсора Кубка, компании «William Hill», Линдсей Райт и бывший нападающий глазговского «Селтика» и национальной сборной Нидерландов Ян Веннегор оф Хесселинк.
Матчи «Дамбартон» — «Гамильтон Академикал» и «Кауденбит» — «Сент-Джонстон», первоначально запланированные на 1 декабря, трижды переносились на 4, 10, затем на 17 декабря из-за промёрзших полей на аренах хозяев поединков.
| Росс Каунти                             | 3:3      | Инвернесс Каледониан Тисл     |
| --------------------------------------- | -------- | ----------------------------- |
| Куинн 49′ · Вигурс 86′ · Бриттейн 90+3′ | Протокол | Маккей 30′ · Форан 72′, 90+5′ |

| Форфар Атлетик           | 2:1      | Эйр Юнайтед |
| ------------------------ | -------- | ----------- |
| Робертсон 59′ · Кинг 75′ | Протокол | Синклер 16′ |

| Рэйт Роверс   | 2:1      | Деверонвейл        |
| ------------- | -------- | ------------------ |
| Грэм 55′, 89′ | Протокол | Фрейзер 58′ (пен.) |

| Абердин     | 1:1      | Мотеруэлл |
| ----------- | -------- | --------- |
| Макгинн 89′ | Протокол | Мерфи 80′ |

| Селтик           | 1:1      | Арброт     |
| ---------------- | -------- | ---------- |
| Кидди 36′ (авт.) | Протокол | Доррис 87′ |

| Сент-Миррен                | 2:0      | Брихин Сити |
| -------------------------- | -------- | ----------- |
| Маклин 32′ · Робертсон 42′ | Протокол |             |

| Килмарнок              | 2:1      | Куин оф зе Саут |
| ---------------------- | -------- | --------------- |
| Шеридан 8′ · Перес 69′ | Протокол | Кларк 77′       |

| Странраер | 0:5      | Данди Юнайтед                          |
| --------- | -------- | -------------------------------------- |
|           | Протокол | Расселл 13′, 27′, 69′ · Дейли 40′, 61′ |

| Партик Тисл | 0:1      | Данфермлин Атлетик |
| ----------- | -------- | ------------------ |
|             | Протокол | Маккей 30′         |

| Таррифф Юнайтед | 1:1      | Гринок Мортон |
| --------------- | -------- | ------------- |
| Симпсон 40′     | Протокол | Уитерсон 45′  |

| Ливингстон | 0:2      | Данди                        |
| ---------- | -------- | ---------------------------- |
|            | Протокол | Майлн 9′ · Конрой 17′ (пен.) |

| Стенхаусмюир | 0:1      | Фалкирк  |
| ------------ | -------- | -------- |
|              | Протокол | Даффи 9′ |

| Рейнджерс                         | 3:0      | Элгин Сити |
| --------------------------------- | -------- | ---------- |
| Шилс 43′ · Кайл 68′ · Нейсмит 85′ | Протокол |            |

| Хиберниан          | 1:0      | Харт оф Мидлотиан |
| ------------------ | -------- | ----------------- |
| Жалюкас 84′ (авт.) | Протокол |                   |

| Дамбартон  | 1:3      | Гамильтон Академикал                     |
| ---------- | -------- | ---------------------------------------- |
| Тернер 58′ | Протокол | Кроуфорд 24′ · Девлин 41′ · Гиллеспи 75′ |

| Кауденбит | 0:3      | Сент-Джонстон                                |
| --------- | -------- | -------------------------------------------- |
|           | Протокол | Маккракен 54′ · Маклин 76′ (пен.) · Таде 87′ |

Источник: Soccerway

#### Переигровки
| Мотеруэлл           | 1:2      | Абердин                  |
| ------------------- | -------- | ------------------------ |
| Хигдон 90+2′ (пен.) | Протокол | Фаллон 51′ · Шонесси 60′ |

| Инвернесс Каледониан Тисл | 2:1      | Росс Каунти |
| ------------------------- | -------- | ----------- |
| Маккей 9′ (пен.), 53′     | Протокол | Вигурс 40′  |

| Арброт | 0:1      | Селтик      |
| ------ | -------- | ----------- |
|        | Протокол | Мэттьюз 18′ |

| Гринок Мортон                                                      | 6:0      | Таррифф Юнайтед |
| ------------------------------------------------------------------ | -------- | --------------- |
| Уитерсон 37′, 82′, 84′ · Тидсер 45+1′ (пен.), 63′ · Макдональд 77′ | Протокол |                 |

Источник: Soccerway

### Пятый раунд
Жеребьёвка Пятого раунда состоялась 3 декабря 2012 года на стадионе «Хэмпден Парк» в Глазго при участии бывшего голкипера клуба «Селтик» Пэки Боннера, президента Шотландской футбольной ассоциации Кэмпбелла Огилви и управляющего одним из отделений титульного спонсора турнира, компании «William Hill», Карен Денхольм.
| Данди Юнайтед               | 3:0      | Рейнджерс |
| --------------------------- | -------- | --------- |
| Расселл 1′, 79′ · Дейли 36′ | Протокол |           |

| Сент-Миррен        | 2:0      | Сент-Джонстон |
| ------------------ | -------- | ------------- |
| Гонсалвеш 49′, 56′ | Протокол |               |

| Данфермлин Атлетик | 0:2      | Гамильтон Академикал   |
| ------------------ | -------- | ---------------------- |
|                    | Протокол | Мей 51′ · Роутледж 61′ |

| Фалкирк                                      | 4:1      | Форфар Атлетик      |
| -------------------------------------------- | -------- | ------------------- |
| Тейлор 20′, 83′ · Мердок 69′ · Уитерстон 75′ | Протокол | Кэмпбелл 22′ (пен.) |

| Килмарнок          | 2:0      | Инвернесс Каледониан Тисл |
| ------------------ | -------- | ------------------------- |
| Хеффернан 58′, 85′ | Протокол |                           |

| Рэйт Роверс | 0:3      | Селтик                                        |
| ----------- | -------- | --------------------------------------------- |
|             | Протокол | Коммонс 56′ (пен.) · Форрест 83′ · Малгрю 86′ |

| Данди                                                          | 5:1      | Гринок Мортон |
| -------------------------------------------------------------- | -------- | ------------- |
| Макалистер 29′ · Тошни 65′ · Ниш 71′ · Бэрд 74′ · Галлахер 82′ | Протокол | Тидсер 31′    |

| Хиберниан | 1:0      | Абердин |
| --------- | -------- | ------- |
| Диган 49′ | Протокол |         |

Источник: Soccerway

### Четвертьфиналы
Жеребьёвка четвертьфинальных игр состоялась 3 февраля 2013 года на эдинбургском стадионе «Истер Роуд». Прямая трансляция мероприятия велась на телеканале «Sky Sports 2».
| Сент-Миррен   | 1:2      | Селтик                |
| ------------- | -------- | --------------------- |
| Гонсалвеш 13′ | Протокол | Ледли 5′ · Стоукс 21′ |

| Гамильтон Академикал | 1:2      | Фалкирк         |
| -------------------- | -------- | --------------- |
| Райан 74′            | Протокол | Олстон 44′, 71′ |

| Данди          | 1:2      | Данди Юнайтед                 |
| -------------- | -------- | ----------------------------- |
| Макалистер 19′ | Протокол | Маклин 11′ · Макей-Стивен 35′ |

| Килмарнок                         | 2:4      | Хиберниан                               |
| --------------------------------- | -------- | --------------------------------------- |
| Дейтон 26′ · Хеффернан 72′ (пен.) | Протокол | Гриффитс 15′, 82′, 89′ (пен.) · Дан 39′ |

### Полуфиналы
Жеребьёвка полуфинальных игр прошла 4 марта 2013 года на арене «Хэмпден Парк» города Глазго. Прямая трансляция велась на телеканале «Sky Sports News».
| Хиберниан                                  | 4:3      | Фалкирк                               |
| ------------------------------------------ | -------- | ------------------------------------- |
| Харрис 51′ · Гриффитс 78′, 115′ · Дойл 83′ | Протокол | Сиббальд 6′ · Фултон 18′ · Олстон 30′ |

| Данди Юнайтед                     | 3:4      | Селтик                                      |
| --------------------------------- | -------- | ------------------------------------------- |
| Макей-Стивен 24′ · Дейли 30′, 71′ | Протокол | Коммонс 2′, 60′ · Ваньяма 31′ · Стоукс 104′ |

## Финал
| Хиберниан | 0:3 | Селтик |
| --------- | --- | ------ |
|           |     |        |